# 도널드 덕
도널드 펀틀로이 덕(Donald Fauntleroy Duck), 통칭 도널드 덕(Donald Duck)은 월트 디즈니가 만든 오리를 의인화한 캐릭터이다. 미키의 친구로, 특유의 꽥꽥거리는 목소리가 특징이다. 여자친구로는 데이지 덕이 있다. 도널드 덕은 다른 영화에서도 미키 마우스와 구피보다 가장 많이 등장하는 주인공이다.

## 외관
부리와 다리는 주황색과 노란색, 온 몸은 하얀 색이며, 보통 세일러복과 선원들이 쓰는 모자와 붉은색 나비 넥타이를 매고 있다. 그러나 모자는 쓰지 않을 때에도 자주 많으며 다른 모자를 쓰는 일도 많이 보이곤 한다.

## 이력
실제로 해군 수병으로 군복무한 적이 있으며 세일러복은 그래서 입고 다니는 것이다.

## 성격
똑똑하고 부지런한 일은 하지만 장난치는 것을 좋아하고, 자존심이 세며 집착이 강할 뿐 아니라 때로는 남을 괴롭히고 골탕먹이는 것을 즐기기도 하는 얌체스러운 오리로 등장한다. 그래서 도널드 덕은 툭하면 다른 주인공들에게 당하고 구박을 받는 일도 꽤 많으며 자기 조카 휴이, 듀이, 루이와 여자 친구 데이지 덕하고도 싸우기도 한다.
더구나 도널드 덕은 성격까지 급하여 걸핏하면 화를 내고 제멋대로 오해까지 한다.
특히 악당들이나 미키의 라이벌들(피트, 모티머 마우스)에게 속아 이용당하는 경우도 있다(하우스 오브 마우스에서도 종종 미키가 자기를 부려먹는 것 뿐이라고 오해하는 경우도 종종 있다). 추가로 도널드 덕의 행동은 침착한 행동을 하는 미키 마우스와 정반대이다.
그러나, 정에 약하기 때문에 결국에는 반성하고 상대방을 이해하는 경우도 있다. 또한 겁이 많아, 어떤 것을 보면 몸이 굳어 아무것도 못할 때도 있다. 그러나 자신이 볼 때 잘못되었다고 생각한 일은 용기를 내어 어떻게든 막는 모습도 보여준다.
공교롭게도 도널드 덕은 월터 란츠에 나오는 우디 우드페커의 성격과 비슷하기도 하지만, 자기의 친척 거스 구스와 휴이, 듀이, 루이와 친구 미키 마우스, 구피, 데이지 덕이 있다는 큰 차이점이 있다.

## 등장하는 시기
도널드 덕은 월트 디즈니에 대표적인 인물 미키 마우스와 구피보다 가장 많이 등장하게 된다. 정리하자면 도널드 덕은 본래 오리지에는 당연히 흔히 등장하는 것은 사실이지만 대표적인 다른 오리들에 관련된 욕심쟁이 오리아저씨에서도 가끔씩 등장하게 된다. 하지만 욕심쟁이 오리아저씨는 조카 휴이, 듀이, 루이가 대표적인 주인공으로 등장한다. 그리고 도널드 덕의 조카 관계로써 세 마리 형제오리인 휴이, 듀이, 루이는 오리지널 도널드 덕에서도 흔히 등장함으로써 두 번 등장하는 셈이다. 하지만, 1996년에 만들어진 쾍 팩(Quack Pack)에서도 휴이, 듀이, 루이가 등장하는 걸로 나오는데 이들의 옷차림이 전혀 다르고 예전과 달리 모습도 다르고 나이도 키도 큰 모습으로 나온다. 그런데, 여기서도 도널드 덕이 이들의 아버지로 등장하지만, 여기서는 도널드 덕이 대표적인 행동을 많이 상실하고 그냥 미키 마우스와 구피보다 가장 많이 등장하는 역으로 나타날 뿐이다. 즉, 도널드 덕은 다른 오리들의 관련된 스크루지 맥덕을 비롯해 욕심쟁이 오리아저씨과 쾍 팩에서 대표적으로 세 번이나 등장하게 된다.

## 출연

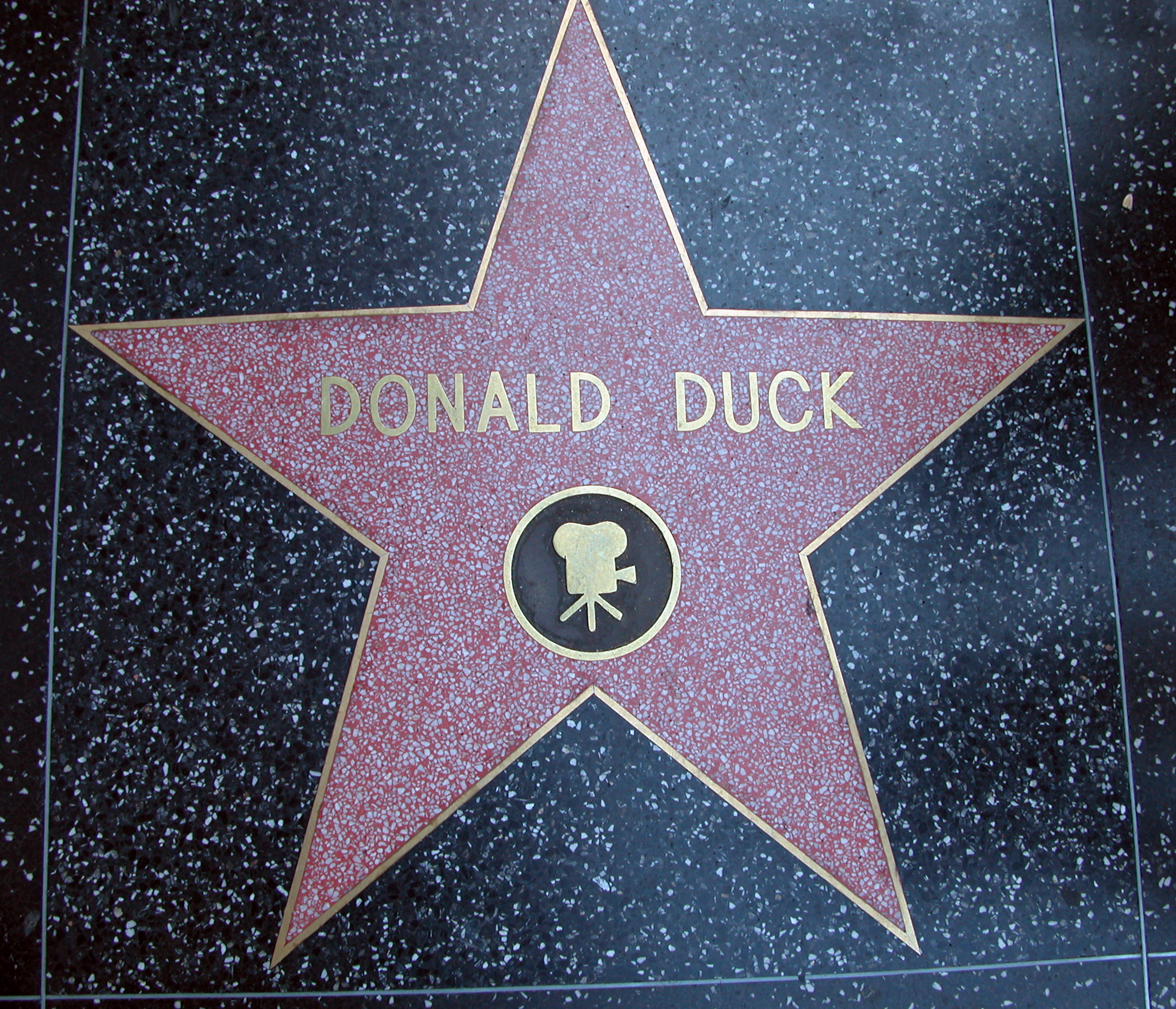
할리우드 명예의 거리에 도널드 덕의 이름이 새겨져 있다.

- 3인의 기사(The Three Cablleros,1944)
- 구피 무비(Goofy Movie)
- 누가 로저 래빗을 모함했나(Who Framed Roger Rabbit,1988)
- 라이온 킹 3(The Lion King 1½)(카메오)
- 라틴 아메리카의 밤(1943)
- 미키 마우스 워크
- 미키와 콩나무
- 미키의 클럽하우스(Mickey's Clubhouse)
- 멜로디 타임(1948)
- 디즈니 삼총사
- 미키의 크리스마스 선물
- 킹덤 하츠
- 킹덤 하츠 2
- 하우스 오브 마우스(House of Mouse,2003)
- 쾍 팩
- 스크루지 맥덕